# Calaïs
Calaïs (Oudgrieks: Καλάις, Kalaïs) is een figuur uit de Griekse mythologie. Hij is de zoon van Boreas, god van de noordenwind, en Oreithyia, godin van de koude bergwind. Calaïs is de tweelingbroer van Zetes. Als deelnemers aan de tocht van de Argonauten speelden Zetes en Calaïs een belangrijke rol: zij bevrijdden onder meer koning Phineus van de Harpijen die hem het leven zuur maakten.
Phineus hielp hen toen bij de tocht naar Colchis.